# Hartmut Blum
Hartmut Blum (* 1966) ist ein deutscher Althistoriker.
Hartmut Blum studierte Alte Geschichte, Politikwissenschaft und Philosophie an der Universität Tübingen und wurde 1997 mit der von Frank Kolb betreuten Dissertation Purpur als Statussymbol in der griechischen Welt promoviert. Er war von 2000 bis 2002 wissenschaftlicher Assistent für Alte Geschichte an der Technischen Universität Braunschweig. Im Juni 2002 kehrte er als unbefristeter Akademischer Rat an die Universität Tübingen zurück. Seit 2009 ist er dort Akademischer Oberrat.
Blums Forschungsschwerpunkt bildet die Geschichte des antiken Kleinasiens. Er legte 2006 mit Reinhard Wolters eine Einführung in das Studium der Alten Geschichte vor, der 2015 gemeinsam mit Jens Bartels und Jörg Fündling ein Überblickswerk über die Geschichte der Antike folgte.

## Schriften
Monographien
- Die Vita Nicolai Sionitae. Griechischer Text, übersetzt und kommentiert von Hartmut Blum. Habelt, Bonn 1997, ISBN 978-3-774-92732-2.
- Purpur als Statussymbol in der griechischen Welt (= Antiquitas. Reihe 1, Band 47). Habelt, Bonn 1998, ISBN 978-3-774-92875-6.
- mit Reinhard Wolters: Alte Geschichte studieren (= UTB basics/UTB. Band 2747). UVK, Konstanz 2006, ISBN 978-3-8252-2747-0 (2. überarbeitete Auflage 2011 mit gleicher ISBN; 3., überarbeitete und erweiterte Auflage 2021, ISBN 978-3-8252-5281-6).
- mit Jens Bartels und Jörg Fündling: Die Antike (= UTB basics/UTB M. Band 3081). UVK, Konstanz 2015, ISBN 978-3-825-23081-4.

Herausgeberschaften
- mit Betina Faist, Peter Pfälzner und Anne Wittke: Brückenland Anatolien? Ursachen, Extensität und Modi des Kulturaustausches zwischen Anatolien und seinen Nachbarn. Attempto, Tübingen 2002.